# São Simão (Setúbal)
São Simão era una freguesia portuguesa del municipio de Setúbal, distrito de Setúbal.

## Historia
Junto con la vecina freguesia de São Lourenço, formó parte de Azeitão, cuando ésta era villa y sede de municipio.
Fue suprimida el 28 de enero de 2013, en aplicación de una resolución de la Asamblea de la República portuguesa promulgada el 16 de enero de 2013 al unirse con la freguesia de São Lourenço, formando la nueva freguesia de Azeitão.

## Festividades
La Parroquia de S. Simão tiene su sede en la iglesia parroquial de Vila Fresca de Azeitão, construida en 1570 y donde se realiza desde 1723 la Fiesta/Romería de Nuestra Señora de la Salud (Nossa Senhora da Saúde).

## Patrimonio
- Quinta da Bacalhoa, denominada también Palacio de los Albuquerques o Palácio da Bacalhoa, así como Quinta do Bacalhau o Quinta da Condestablessa.
- Cruz das Vendas.

## Cultura
La Sociedade Filamónica Providencia que fue fundada en 1880 en la Vila Fresca de Azeitão, es hoy en día escuela de música además de alojar a la Banda Filarmónica y de Teatro.